# Wilber, Nebraska
Wilber är administrativ huvudort i Saline County i Nebraska med smeknamnet "Czech Capital of the USA". Orten har fått sitt namn efter grundaren Charles Dana Wilber. Enligt 2020 års folkräkning hade Wilber 1 937 invånare.